# ショウサイフグ
ショウサイフグ（潮騒河豚、Takifugu snyderi ）はフグ科に属する魚類。学名は阿部宗明による。「ナゴヤフグ」などの地方名がある。

## 分布
太平洋西部。日本の東北地方（岩手県）以南の太平洋岸。

## 形態
全長30cm程度。

## 人との関わり
厚生省（現：厚生労働省）「フグの衛生確保について」（昭和58年12月2日環乳第59号）より「処理等によって人の健康を損ねる恐れのないフグの種類」の一つにあげられている。
フグは全体的に毒が強いので多くの場合は釣りの対象にはされないが、乗り合い船などで釣りの対象にされることがある。干物などにされる。筋肉は弱毒。それ以外の部位の毒も比較的強めで卵巣と肝臓は猛毒、皮膚と腸は強毒である。精巣は無毒。
筋肉は食用であるが無毒ではないため多量に摂食するとテトロドトキシンが致死量に達することがある。